# Liste de films ukrainiens
 (mars 2023).
Si vous disposez d'ouvrages ou d'articles de référence ou si vous connaissez des sites web de qualité traitant du thème abordé ici, merci de compléter l'article en donnant les références utiles à sa vérifiabilité et en les liant à la section « Notes et références ».
Cet article dresse une liste non exhaustive des films produits en Ukraine.

## Dans l'Empire russe
- 1910 : Шемелько-денщик або Хохол наплутав / Chemelko-Denchtchyk, réalisé par Oleksandr Ostroukhov-Arbo (film muet)
- 1912 : Запорізька січ / La Sitch zaporogue, réalisé par Danylo Sakhnenko (film muet)
- 1912 : Любов Андрія / L'amour d'André, réalisé par Danylo Sakhnenko (film muet)
- 1913 : Полтава / Poltava, réalisé par Danylo Sakhnenko (film muet)
- 1913 : Жизнь Евреев в Палестине / ישראלחיי היהודים בארץ / La vie des Juifs en Palestine, réalisé par Noah Sokolovsky (film muet)

## En Union Soviétique

### Années 1920

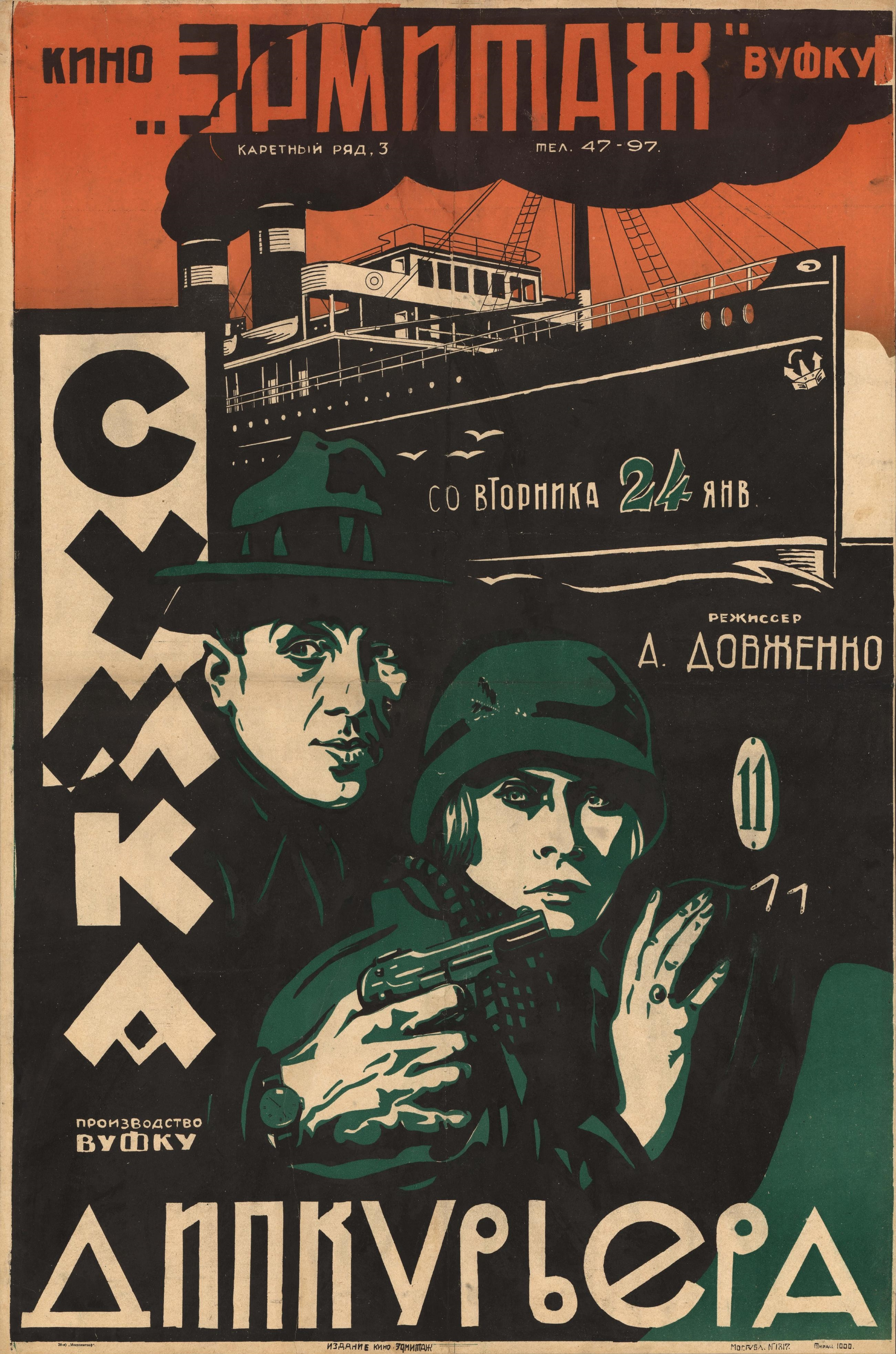
Affiche du film La Valise du courrier diplomatique d'Alexandre Dovjenko.

- 1926 : Ягідка кохання/ Le Petit Fruit de l'amour, réalisé par Alexandre Dovjenko (film muet)
- 1926 : Вася – реформатор / Vassia reformator, réalisé par Oleksandr Dovzhenko (film muet)
- 1926 : Тарас Трясило / Taras Triassilo, réalisé par Petro Chardynin (film muet)
- 1926 : Тарас Шевченко / Taras Shevchenko, réalisé par Petro Chardynin (film muet)
- 1927 : Сумка дипкур'єра / La Valise du courrier diplomatique, réalisé par Alexandre Dovjenko (film muet)
- 1928 : Арсенал / Arsenal, réalisé par Alexandre Dovjenko (film muet)
- 1928 : Звенигора / Zvenigora, réalisé par Alexandre Dovjenko (film muet)
- 1928 : Шкурник / L'homme-cuir, réalisé par Mykola Shpikovski (film muet)
- 1929 : Хліб / Pain, réalisé par Mykola Shpikovski (film muet)
- 1929 : Людина з кіноапаратом / L'Homme à la caméra, réalisé par Dzyga Vertov (documentaire)

### Années 1930

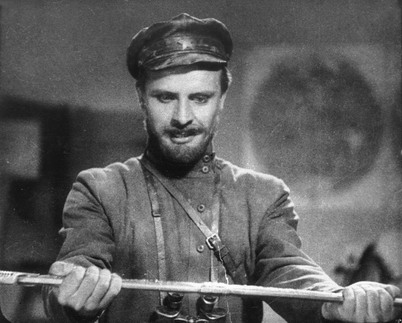
photo extraite du film Chtchors d'Alexandre Dovjenko.

- 1930 : Симфонія Донбасу / Simfonia Donbaci, réalisé par Dzyga Vertov
- 1930 : Земля / La Terre, réalisé par Alexandre Dovjenko (film muet)
- 1931 : Кармелюк / Karmeliouk, réalisé par Favst Lopatynskyi
- 1932 : Іван / Ivan, réalisé par Alexandre Dovjenko (film muet)
- 1932 : Коліївщина / Koliyivshtchyna, réalisé par Ivan Kavaleridze
- 1934 : Велика гра / Velouka hra, réalisé par Heorhiy Tasin
- 1934 : Строгий юнак / Strohii iounak, réalisé par Abram Room
- 1935 : Аероград / Aerograd, réalisé par Alexandre Dovjenko (science-fiction)
- 1936 : Наталка Полтавка / Natalka Poltavka, réalisé par Ivan Kavaleridze
- 1936 : Назар Стодоля / Nazar Stodolia, réalisé par Heorhiy Tasin
- 1937 : Запорожець за Дунаєм / Zaporojets za Dounaem, réalisé par Ivan Kavaleridze
- 1938 : Кармелюк / Karmeliouk, réalisé par Heorhiy Tasin
- 1939 : Буковина, зeмля Українськa / Bukovyna, zemlia Oukraynska, réalisé par Alexandre Dovjenko
- 1939 : Щорс / Chtchors, réalisé par Alexandre Dovjenko (documentaire)

### Années 1940
- 1940 : Визволення / Liberation, réalisé par Alexandre Dovzjenko
- 1941 : Богдан Хмельницький / Bohdan Khmelnytsky, réalisé par Ihor Savchenko
- 1941 : Таємничий острів / Taemnitchii ostpie, réalisé par Eduard Pentslin
- 1942 : Як гартувалась сталь / Comment l'acier a été trempé, réalisé par Mark Donskoy
- 1943 : Битва за нашу Радянську Україну / Bataille pour l'Ukraine soviétique, réalisé par Alexandre Dovjenko
- 1944 : Веселка / Vesselka, réalisé par Mark Donskoy
- 1945 : Країна pідна / Krayna ribna, réalisé par Aleksandre Dovjenko
- 1945 : Перемога на Правобережній Україні та вигнання німецьких загарбників за межі українських радянських земель / Victoire en Ukraine et expulsion des Allemands des limites des terres soviétiques d'Ukraine, réalisé par Alexandre Dovjenko
- 1947 : Подвиг розвідника / Agent Secret, réalisé par Boris Barnet
- 1948 : Мічурін / Mitchourine, réalisé par Oleksandr Dovzhenko
- 1949 : Прощай, Америко / Farewell, Amerique, réalisé par Alexandre Dovjenko

### Années 1950
- 1951 : Тарас Шевченко / Taras Shevtchenko, réalisé par Ihor Savtchenko
- 1952 : В степах України / Dans les steppes d'Ukraine, réalisé par Tymofiy Levchuk
- 1952 : Украдене щастя / Oukrabene chtchastia, réalisé par Hnat Yura (adaptation du drame d'Ivan Franko )
- 1953 : Запорожець за Дунаєм / Un cosaque zaporozhien au-delà du Danube, réalisé par Vasyl Lapoknysh
- 1953 : Мартин Боруля / Martyn Borulia, réalisé par Oleksiy Shvachko
- 1953 : Доля Марини / La Destinée de Marina, réalisé par Viktor Ivchenko
- 1954 : Назар Стодоля / Nazar Stodolia, réalisé par Viktor Ivchenko
- 1955 : Іван Франко / Ivan Franko, réalisé par Tymofiy Levchuk
- 1955 : Сватання на Гончарівці / Schatannia na Hontcharichtsi, réalisé par Ihor Zamhano
- 1956 : Є такий хлопець / E takii khlopets réalisé par Viktor Ivchenko
- 1957 : Правда / La vérité, réalisé par Viktor Dobrovolskyi et Isaac Shmaruk
- 1958 : Надзвичайна подія / Evénement extraordinaire, réalisé par Viktor Ivchenko
- 1959 : Іванна / Ivanna, réalisé par Viktor Ivchenko
- 1959 : Григорій Сковорода / Hryhoriy Shovoroda, réalisé par Ivan Kavaleridze
- 1959 : Поема про море / Poème de la mer, réalisé par Oleksandr Dovzhenko
- 1959 : Небо кличе / , réalisé par Valeriy Fokin

### Années 1960
- 1960 : Наталія Ужвій / Nataliya Uzhviy, réalisé par Sergueï Paradjanov
- 1961 : Біля крутого Яру / Bilia kroutoho Iarou, réalisé par Kira Muratova et Oleksandr Muratov
- 1961 : Лісова пісня / Lissova pisnia, réalisé par Viktor Ivchenko
- 1961 : За двома зайцями / Za dvoma zaytsiami, réalisé par Viktor Ivanov (adaptation de la pièce de Mykhailo Starytsky )
- 1962 : Цветок на камне / Fleur sur la pierre, réalisé par Sergueï Paradjanov
- 1962 : Небо кличе / Nebo klitche, réalisé par Mikhaïl Karioukov, Oleksandr Kozyr et Francis Ford Coppola (séquences supplémentaires version US)
- 1963 : Королева бензоколонки / Reine de la Station-essence, réalisé par Mykola Litus et Oleksiy Mishurin
- 1963 : Наймичка / Naimychka, réalisé par Ivan Levchenko ( comédie musicale )
- 1964 : Наш чесний хліб / Notre pain honnête, réalisé par Kira Muratova et Oleksandr Muratov
- 1964 : Тіні забутих предків / Les Chevaux de feu, réalisé par Sergueï Paradjanov
- 1964 : Сон / Le rêve, réalisé par Volodymyr Denysenko
- 1964 : Туманність Андромеди / La nébuleuse d'Andromède, réalisé par Yevheniy Sherstobitov
- 1965 : Гадюка / La vipère, réalisé par Viktor Ivchenko
- 1965 : Вірність / Fidélité, réalisé par Piotr Todorovski
- 1965 : Криниця для спраглих / Krinitsia blia sprahlikh, réalisé par Youri Illienko
- 1966 : Бур'ян / Mauvais herbe, réalisé par Anatoliy Bukovskyi
- 1966 : Соловей із села Маршинці / Solovei iz sela Marshyntsi, réalisé par Rostyslav Synko (comédie musicale avec Sofia Rotaru )
- 1967 : Нудьги заради / Nouhi zarabou, réalisé par Artur Voitetskyi
- 1967 : Короткі зустрічі / Rencontres brèves, réalisé par Kira Mouratova
- 1967 : Київські мелодії / Mélodies de Kiev, réalisé par Ihor Samborskyi
- 1968 : Анничка / Annychka, réalisé par Borys Ivchenko
- 1968 : Камінний хрест / Croix de pierre, réalisé par Léonide Ossyka (par les romans de Vassyl Stefanyk )
- 1969 : Ми з України / Nous sommes d'Ukraine, réalisé par Vasyl Illiashenko

### Années 1970

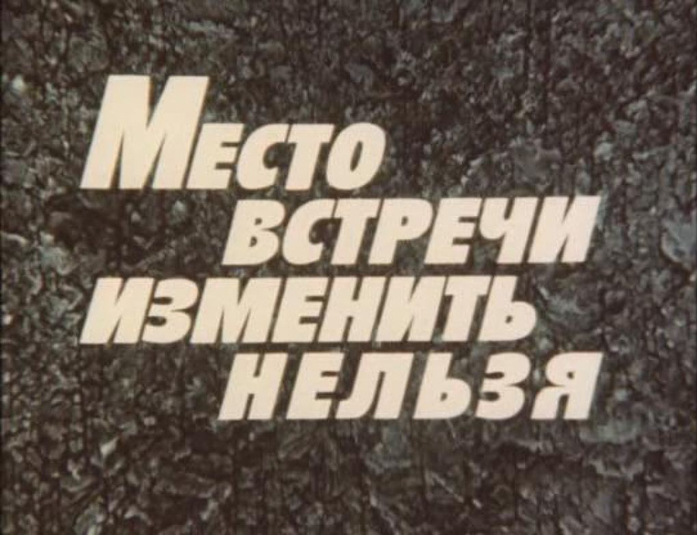
Affiche du film Il ne faut jamais changer le lieu d'un rendez-vous de Stanislav Govoroukhine.

- 1970 : Білий птах з чорною ознакою / L'Oiseau blanc marqué de noir, réalisé par Youri Illienko
- 1970 : Комісари / Commissaires, réalisé par Mykola Mashchenko
- 1970 : Долгие проводы / Dolguie provody, réalisé par Kira Muratova
- 1971 : Захар Беркут / Zakhar Berkout, réalisé par Leonid Osyka (adaptation du récit d'Ivan Franko )
- 1971 : Червона рута / Tchervona Routa, réalisé par Roman Oleksiv (comédie musicale avec Sofia Rotaru et Vasyl Zinkevych)
- 1971 : Я и другие / Moi et les autres, réalisé par Felix Sobolev
- 1972 : Наперекір усьому / Contrairement à tout, réalisé par Yuriy Illienko
- 1972 : Пропала Грамота / La Lettre perdue, réalisé par Borys Ivchenko
- 1973 : Як гартувалась сталь / Comment l'acier a été trempé, réalisé par Mykola Mashchenko
- 1973 : Повість про жінку / Pochict pro jinki, réalisé par Volodymyr Denysenko
- 1973 : Коли людина посміхнулась / Koli lioubina posmikhnoulas, réalisé par Boris Ivchenko
- 1973 : В бой идут одни „старики“ / Seuls les «vieillards» vont au combat, réalisé par Leonid Bykov
- 1974 : Марина / Maryna, réalisé par Borys Ivchenko
- 1974 : Биосфера! Время осознания / Biosphère! Prise de conscience, réalisé par Felix Sobolev
- 1975 : Канал / Le canal, réalisé par Volodymyr Bortko
- 1975 : Пісня завжди з нами / Pisnia zavzhdy z namy, réalisé par Viktor Storozhenko (comédie musicale avec Sofia Rotaru)
- 1976 : Ати-бати, йшли солдати. . . / Aty-baty, les soldats allaient ... , réalisé par Leonid Bykov
- 1976 : U istokov chelovechestva / Aux origines de l'humanité, réalisé par Felix Sobolev
- 1976 : Тривожний місяць вересень / Le mois troublé de Veresen, réalisé par Léonide Ossyka
- 1977 : Весь світ в очах твоїх. . . / Tout le monde est dans vos yeux , réalisé par Stanislav Klymenko
- 1978 : Пізнаючи білий світ / Apprendre à connaître le grand monde, réalisé par Kira Mouratova
- 1978 : Д'Артаньян та три мушкетери / D'Artagnan et les Trois Mousquetaires, réalisé par Gueorgui Jungwald-Khilkevitch
- 1978 : Море / La mer, réalisé par Leonid Osyka
- 1978 : Дізнання пілота Піркса / L'Enquête du pilote Pirx, réalisé par Marek Piestrak
- 1979 : Пригоди Електроніка / Les Aventures de l'Elektronic, réalisé par Kostiantyn Bromberg
- 1979 : Место встречи изменить нельзя / Il ne faut jamais changer le lieu d'un rendez-vous, réalisé par Stanislav Govoroukhine
- 1979 : Дударики / Doudariki, réalisé par Stanislav Klymenko
- 1979 : Вавілон XX / Babylone XX, réalisé par Ivan Mykolaichuk

### Années 1980
- 1980 : «Мерседес» втікає від погоні / Mercedes-Benz échappe à la poursuite, réalisé par Yuriy Liashenko
- 1980 : Лісова пісня. Мавка / La chanson de la forêt. Nymphe, réalisé par Yuriy Illienko
- 1980 : Чорна курка, або Підземні жителі / Le poulet noir, ou les habitants souterrains, réalisé par Viktor Hres
- 1980 : Ярослав Мудрий / Yaroslav le Sage, réalisé par Hryhoriy Kokhan
- 1981 : Високий перевал / Vissokii perechal, réalisé par Volodymyr Denysenko
- 1981 : Така пізня, така тепла осінь / Taka piznia, taka tiedla ossin, réalisé par Ivan Mykolaichuk
- 1982 : Трест, що луснув / Trest, chtcho loucnouch, réalisé par Oleksandr Pavlovskyi
- 1982 : Чарівники / Magiciens, réalisé par Kostiantyn Bromberg
- 1982 : Повернення Баттерфляй / Le retour du papillon, réalisé par Oleh Fialko
- 1983 : Серед сірих каменів / Parmi les pierres grises, réalisé par Kira Muratova
- 1983 : Легенда про княгиню Ольгу / La légende de la Princesse Olha, réalisé par Yuriy Illienko
- 1983 : Миргород та його мешканці / Myrhorod et ses habitants, dirigé par Mykhailo Illienko
- 1983 : Військово-польовий роман / Romance du front, réalisé par Petro Todorovskyi
- 1983 : Колесо історії / La roue de l'histoire, réalisé par Stanislav Klymenko
- 1983 : Вир / Vir, réalisé par Stanislav Klymenko
- 1984 : Украдене щастя / Oukrabene chtchastia, réalisé par Yuriy Tkachenko (adaptation du drame d'Ivan Franko)
- 1984 : Na pritsele vash mozg / Votre cerveau est menacé, réalisé par Felix Sobolev
- 1985 : Вклонись до землі / Vklonis bo zemli, réalisé par Leonid Osyka
- 1986 : У пошуках капітана Гранта / À la recherche du capitaine Grant, réalisé par Stanislav Hovorukhin
- 1986 : І в звуках пам'ять відгукнеться. . . / Et la mémoire se rappellera dans les sons ... , réalisé par Tymofiy Levchuk
- 1986 : Запорожець за Дунаєм / Un cosaque zaporozhien au-delà du Danube, réalisé par Yuriy Suiarko
- 1987 : Все перемагає любов / L'amour vainc tout, réalisé par Mykola Mashchenko
- 1987 : Данило - князь Галицький / Danylo - Kniaz de Halychyna, réalisé par Yaroslav Lupiy
- 1988 : Нові пригоди Янкі при дворі короля Артура / Nochi prichobi Ianki pri bchori korolia Aptoura, réalisé par Viktor Hres
- 1988 : Чорна Долина / La Vallée Noire, réalisé par Halyna Horpynchenko
- 1989 : Астенічний синдром / Le Syndrome asthénique, réalisé par Kira Muratova
- 1989 : Небилиці про Івана / Fables sur Ivan, réalisé par Borys Ivchenko
- 1989 : Камінна душа / Âme de pierre, réalisé par Stanislav Klymenko
- 1989 : В Далеку Путь / V Dalekou Poute, réalisé par Oles Yanchuk ( court métrage )
- 1990 : Посилка для Маргарет Тетчер / Mossilka blia Margaret Thatcher, réalisé par Vadym Kastelli
- 1990 : Лебедине озеро. Зона / Lebebune ozero, réalisé par Yuriy Illienko
- 1991 : Голод-33 / Famine-33, réalisé par Oles Yanchuk
- 1991 : Козаки йдуть / Kozakou iboute, réalisé par Serhiy Omelchuk
- 1991 : Останній бункер / Le dernier Bunker, réalisé par Vadym Illienko
- 1991 : Карпатське золото / L'or des carpathes, réalisé par Viktor Zhyvolub
- 1991 : Танго смерті / Le tango de la mort, réalisé par Oleksandr Muratov
- 1991 : Подарунок на іменини / Cadeau pendant l'anniversaire, réalisé par Leonid Osyka
- 1991 : Іван та кобила / Ivan et Mare, réalisé par Volodymyr Fesenko
- 1991 : Чудо в краю забуття / Miracle sur la terre d'Oblivion, réalisé par Nataliya Motuzko

## En Ukraine indépendante

### Années 1990
- 1992 : Голос трави / Holoss trachi, réalisé par Nataliya Motuzko
- 1992 : Кому вгору, кому вниз / À qui est en haut, à qui est en bas, réalisé par Stanislav Klymenko
- 1992 : Натурник / namournik, réalisé par Viktor Vasylenko
- 1992 : Вінчання зі смертю / Marriage avec la mort, réalisé par Mykola Mashchenko
- 1992 : Кисневий голод / Manque d'oxygène, réalisé par Andriy Donchyk
- 1992 : Чотири листи фанери / Tchotiri listi faneri, réalisé par Ivan Havryliuk et Saido Kurbanov
- 1992 : Тарас Шевченко. Заповіт / Taras Shevtchenko. Testament , réalisé par Stanislav Klymenko
- 1992 : Вишневі ночі / Vichnechi notchi, réalisé par Arkadiy Mikulskyi
- 1993 : Вперед, за скарбами гетьмана! / Chassez l'or cosaque!, réalisé par Vadym Kastelli
- 1993 : Гетьманські клейноди / Hetmanski kleynobou, réalisé par Leonid Osyka
- 1993 : Фучжоу / Futchjou, réalisé par Mykhailo Illienko
- 1993 : Тіні війни / Les ombres de la guerre, réalisé par Heorhiy Gongadze ( film documentaire )
- 1993 : Сад Гетсиманський / Le Jardin de Gethsémanée, réalisé par Rostyslav Synko (par le roman d' Ivan Bahriany )
- 1994 : Тигролови / Tihrolochi, réalisé par Rostyslav Synko (par le roman d' Ivan Bahriany )
- 1994 : Дорога на Січ / Route vers Sich, réalisé par Serhiy Omelchuk
- 1994 : Захоплення / Les petites Passions, réalisé par Kira Muratova
- 1994 : Співачка Жозефіна, або мишачий народ / Joséphine la chanteuse, ou le peuple des souris, réalisé par Serhiy Masloboishchykov
- 1995 : Атентат - осіннє вбивство в Мюнхені / Assassinat. Un meurtre d'automne à Munich, réalisé par Oles Yanchuk
- 1995 : Москаль-чарівник / Moskal-Charivnyk, réalisé par Mykola Zasieiev-Rudenko
- 1995 : Страчені світанки / Stracheni schitanki, réalisé par Hryhoriy Kokhan
- 1995 : Партитура на могильному камені / Score sur la pierre tombale, réalisé par Yaroslav Lupiy
- 1996 : Вальдшнепи / Valbchnepi, réalisé par Oleksandr Muratov
- 1996 : Операція "Контракт" / Opération "Contract", réalisé par Tamara Boiko
- 1997 : Приятель небіжчика / Un ami du défunt, réalisé par Viacheslav Kryshtofovych
- 1997 : Сьомий маршрут / La septième route, réalisé par Mykhailo Illienko
- 1997 : Три історії / Trois histoires, réalisé par Kira Muratova
- 1998 : Тупик / Impasse, réalisé par Hryhoriy Kokhan
- 1999 : Усім привіт / Oussim prichite, réalisé par Dmytro Tomashpolskyi
- 1999 : Аве, Марія / Ave, Maria, réalisé par Liudmyla Yefymenko
- 1999 : Як коваль щастя шукав / Comment le forgeron cherchait le bonheur, réalisé par Radomyr Vasylevsky
- 1999 : Прощай, Дніпро! / Adieu, Dnipro!, réalisé par Oleksandr Muratov ( court métrage )
- 1999 : Схід - Захід / Est-Ouest, réalisé par Régis Wargnier

### Années 2000
- 2000 : Нескорений / L'invaincu, réalisé par Oles Yanchuk
- 2000 : Мийники автомобілів / Laveurs de voiture, réalisé par Volodymyr Tykhyi
- 2001 : Провінціальний роман / Romance Provincial, réalisé par Oleksandr Muratov
- 2001 : На Полі Крові / Akeldama, réalisé par Yaroslav Lupiy
- 2001 : Молитва за гетьмана Мазепу / Prière pour Hetman Mazepa, réalisé par Yuriy Illienko
- 2002 : Чеховські мотиви / Motifs tchékhoviens, réalisé par Kira Muratova
- 2002 : Чорна Рада / Tchorna Rada (Le conseil noir), directed by Mykola Zasieiev-Rudenko
- 2002 : Таємниця Чингісхана / Le Secret de Genghis Khan, réalisé par Volodymyr Seveliev
- 2002 : Шум вітру / Bruit de vent, réalisé par Serhiy Masloboishchykov
- 2003 : Мамай / Mamaï, réalisé par Oles Sanin
- 2003 : Один у полі воїн / Obin ou poli choyn, réalisé par Henadiy Virsta and Oleh Mosiychuk
- 2003 : Цикута / Cikuta, réalisé par Oleksandr Shapiro
- 2003 : Золота лихоманка / Ruée vers l'or, réalisé par Mykhailo Bielikov
- 2003 : Вишивальниця в сутінках / Brodeuses dans l'obscurité, réalisé par Mykola Sedniev
- 2004 : Настроювач / L'accordeur, réalisé par Kira Muratova
- 2004 : Трагічне кохання до зрадливої Нуськи / Amour tragique pour Flighty Nuska, réalisé par Taras Tkachenko (short film)
- 2004 : Татарський триптих / Tatar Triptytch, réalisé par Oleksandr Muratov
- 2004 : Проти Сонця / Contre le soleil, réalisé par Valentyn Vasianovych
- 2004 : Михайлюки / Mykhailiuky, réalisé par Serhiy Krutyn (short film)
- 2004 : Водій для Віри / Un chauffeur pour Véra, réalisé par Pavlo Chukhrai
- 2004 : Залізна сотня / Zalizna sotnia, réalisé par Oles Yanchuk
- 2004 : Украдене щастя / Bonheur volé, réalisé par Andriy Donchyk (adaptation du drame d'Ivan Franko)
- 2004 : Між Гітлером і Сталіном — Україна в II Світовій війні / Entre Hitler et Stalin, réalisé par Sviatoslav Novytsky (documentaire)
- 2004 : Червоний ренесанс / Renaissance rouge, réalisé par Viktor Shkurin et Oleksandr Frolov (documentaire)
- 2005 : День Сьомий. Півтори Години У Стані Громадянської Війни / Jour sept, réalisé par Oles Sanin (documentaire)
- 2005 : Дрібний Дощ / Dribnii Dochtch, réalisé par Heorhiy Deliyev (Court métrage)
- 2005 : Далекий постріл / Dalekii postril, réalisé par Valeriy Shalyha
- 2005 : Братство / Bratstcho, réalisé par Stanislav Klymenko
- 2005 : Помаранчеве небо / Le Ciel Orange, réalisé par Oleksandr Kiriyenko
- 2005 : У рамках долі — Історія 1-ї української дивізії УНА 1943—1945 / Histoire de la première Division UNA ukrainienne 1943-1945, réalisé par Taras Khymych (documentaire)
- 2006 : Убивство у зимовій Ялті / Meurtre en hiver Yalta, réalisé par Oleksandr Muratov
- 2006 : Прорвемось! / Stop Révolution!, réalisé par Ivan Kravchyshyn
- 2006 : Собор на крові / Sobor na krochi, réalisé par Ihor Kobryn (documentaire)
- 2006 : Музей Степана Бандери У Лондоні / Le musée Stepan Bandera, réalisé par Oles Yanchuk (documentaire)
- 2006 : Аврора / Aurore, réalisé par Oksana Bairak
- 2006 : Штольня / La fosse, réalisé par Liubomyr Levytskyi (Kobylchuk)
- 2006 : Хеппі Піпл / Happy people, réalisé par Oleksandr Shapiro
- 2007 : Два в одному / Deux en un, réalisé par Kira Muratova
- 2007 : Біля річки / Au bord de l'eau, réalisé par Eva Neymann
- 2007 : Помаранчева любов / Amour orange, réalisé par Alan Badoiev
- 2007 : НАТО: свій чи чужий? / NATO: Ami ou ennemi ?, réalisé par Vadym Kastelli (documentaire)
- 2007 : Приблуда / Priblouda, réalisé par Valeriy Yamburskyi (court métrage)
- 2007 : Богдан-Зиновій Хмельницький / Bohdan-Zynoviy Khmelnytskyi, réalisé par Mykola Mashchenko
- 2007 : Запорожець за Дунаєм / Un cosaque zaporhien au-delà du Danube, réalisé par Mykola Zasieiev-Rudenko
- 2008 : Дума про Тараса Бульбу / Duma sur Taras Bulba, réalisé par Petro Pinchuk et Yevhen Bereziak
- 2008 : Прикольна казка / Prikolna Kazka, réalisé par Roman Shyrman
- 2008 : Сафо. Кохання без меж / Sappho. L'amour sans limites, réalisé par Robert Crombie
- 2008 : Владика Андрей / Vlabika Andreii, réalisé par Oles Yanchuk
- 2008 : Ілюзія страху / Illusion de peur, réalisé parOleksandr Kiriyenko
- 2008 : Меніни / Las Meninas, réalisé par Ihor Podolchak
- 2008 : Райські птахи / Oiseaux de Paradis, réalisé par Roman Balayan
- 2008 : Тринадцять місяців / Treize mois, réalisé par Illia Noiabrov
- 2008 : Обійми Мене / Embrassez moi, réalisé par Liubomyr Levytskyi (Kobylchuk)
- 2008 : Закон / La loi, réalisé par Vitaliy Potrukh (court métrage)
- 2009 : Хай Бог розсудить їх... / Laissez Dieu les juger, réalisé par Yevhen Khvorostianko (court métrage)
- 2009 : День переможених / Le jour du vaincu, réalisé par Valeriy Yamburskyi
- 2009 : Вторнення / Invasion, réalisé par Artem Khakalo and Oleksandr Khakalo
- 2009 : Мелодія для шарманки / Melobiia blia charmanki, réalisé par Kira Muratova

### Années 2010
- 2010 : Щастя моє / My Joy, réalisé par Serhiy Loznytsia
- 2010 : Відторгнення / Vibtorchnennia, réalisé par Volodymyr Lert
- 2010 : Золотий вересень. Хроніка Галичини 1939-1941 / Le Septembre d'or. Les chroniques de Halychyna 1939-1941, réalisé par Taras Khymych (documentaire)
- 2010 : Глухота / Deafness, réalisé par Myroslav Slaboshpytskyi (court métrage)
- 2011 : 4 дні в травні / 4 jours en mai, réalisé par Achim von Borries
- 2011 : Гамер / Gámer, réalisé par Oleh Sientsov
- 2011 : Вона заплатила життям / Elle a payé le prix ultime, réalisé par Iryna Korpan (documentaire)
- 2011 : Той, хто пройшов крізь вогонь / Toy, khto proychoch kriz chochone, réalisé par Mykhailo Illienko
- 2011 : Легка, як пір'їнка / Rêves plumés, réalisé par Andriy Rozhen
- 2012 : Вічне повернення. Кастинг / Rédemption éternelle : Le casting, réalisé par Kira Muratova
- 2012 : Дім з башточкою / La Maison à la tourelle, réalisé par Eva Neymann
- 2012 : Ядерні відходи / Déchet nucléaire, réalisé par Myroslav Slaboshpytskyi (court métrage)
- 2012 : Мамо, я льотчика люблю! / Maman, j'aime un pilote!, réalisé par Oleksandr Ihnatusha
- 2012 : Не переймайся / Ne t'inquiète pas!, réalisé par Hanka Tretiak
- 2012 : Гайдамака / Haidamaka, réalisé par Roman Synchuk (court métrage)
- 2012 : Срібна Земля. Хроніка Карпатської України 1919-1939 / Terre d'argent. Les Chroniques de Carpatho-Ukraine 1919-1939, réalisé par  Taras Khymych (documentaire)
- 2012 : Істальгія / Eastalgia, réalisé par Dariya Onyshchenko
- 2012 : Хайтарма / Haytarma, réalisé par Akhtem Seitablaiev
- 2012 : Звичайна справа / Zchitchayna spracha, réalisé par Valentyn Vasianovych
- 2012 : ТойХтоПройшовКрізьВогонь / Celuiquimarchaitàtraverslefeu réalisé par Mykhaïlo Ilienko
- 2013 : новый русский фильм / Assez, réalisé par Ockert Potgieter
- 2013 : Delirium, réalisé par Ihor Podolchak
- 2013 : Присмерк / Twilight, réalisé par Valentyn Vasianovych (documentaire)
- 2013 : Креденс / Credenza, réalisé par Valentyn Vasianovych
- 2013 : Іван Сила / Ivan Sila, réalisé par Viktor Andiyenko
- 2013 : Параджанов / Paradjanov, réalisé par Serge Avedikian and Olena Fetisova
- 2013 : F 63.9 Хвороба кохання / F 63.9 Maladie de l'amour, réalisé par Dmytro Tomashpilskyi et Olena Demianenko
- 2013 : Ломбард / Prêteur sur gage, réalisé par Liubomyr Levytskyi (Kobylchuk)
- 2013 : Тіні Незабутих Предків / Les ombres oubliées , réalisé par Liubomyr Levytskyi (Kobylchuk)
- 2013 : Брати. Остання сповідь / Frères. Les derniers aveux, réalisé par Viktoriya Trofimenko
- 2013 : Зелена кофта / La veste verte, réalisé par Volodymyr Tykhyi
- 2013 : Такі красиві люди / Taki krassichi lioubi, réalisé par Dmytro Moiseiev
- 2013 : Козацькі байки / Les fables cosaques, réalisé par Anton Zhadko (court métrage)
- 2014 : Трубач / Le trompettiste, réalisé par Anatoliy Mateshko
- 2014 : Київський торт / La gâteau de Kiev, réalisé par Oleksiy Shaparev
- 2014 : Синевир / Synevyr, réalisé par Oleksandr Aloshechkin et Viacheslav Aloshechkin
- 2014 : Хроніка Української Повстанської Армії 1942-1954 / Les chroniques de l'armée insurgée ukrainienne 1942-1954, réalisé par  Taras Khymych (documentaire)
- 2014 : Плем'я / The Tribe, réalisé par Myroslav Slaboshpytskyi
- 2014 : Поводир / The Guide, réalisé par Oles Sanin
- 2014 : Майдан / Maidan, réalisé par Serhiy Loznytsia (documentaire)
- 2014 : Пісня пісень / Pisnia lissene (Song of Songs), réalisé par Eva Neymann
- 2014 : Одного разу в Україні / Il était une fois en Ukraine, réalisé par Ihor Parfonov
- 2014 : Небесна сотня / La Compagnie céleste, réalisé par le collectif de cinéastes Babylon'13 (documentaire)
- 2015 : Козак та смерть / Le cosaque et la mort, réalisé par Anton Zhadko (court métrage)
- 2015 : Легіон. Хроніка Української Галицької Армії 1918—1919 / Légion. Les Chroniques de l'armée ukrainienne de Halychyna 1918-1919, réalisé par  Taras Khymych (documentaire)
- 2015 : Зима у вогні: Боротьба України за свободу / L'hiver de feu : le combat de l'Ukraine pour la liberté, réalisé par Yevhen Afinieievskyi (documentaire)
- 2015 : Незламна / Résistance, réalisé par Serhiy Mokrytskyi
- 2015 : Загублене місто / La cité perdue, réalisé par Vitaliy Potrukh
- 2015 : Гетьман / Hetman, réalisé par Valeriy Yamburskyi
- 2015 : Люби мене / Aime-moi, réalisé par Maryna Er Horbach et Mehmed Bahadir Er
- 2015 : Тепер я буду любити тебе / Maintenant je vais t'aimer, réalisé par Roman Shyrman
- 2015 : Українські шерифи / Les Shérifs ukrainiens, réalisé par Roman Bondarchuk (documentaire)
- 2015 : Жива Ватра / Jicha Vatra (The Living Fire), réalisé par Ostap Kostiuk (documentaire)
- 2015 : Dixie Land réalisé par Roman Bondarchuk (documentaire)
- 2016 : Селфіпаті / SelfieParty, réalisé par Liubomyr Levytskyi (Kobylchuk)
- 2016 : Моя бабуся Фані Каплан / Ma grand-mère Fanny Kaplan, réalisé par Olena Demianenko
- 2016 : Гніздо горлиці / Le Nid de la tourterelle, réalisé par Taras Tkachenko
- 2016 : Жива / Vivant, réalisé par Taras Khymych
- 2016 : Микита Кожум'яка (Драконячі чари) / Niki Tanner (Le sort du Dragon), réalisé par Mamuk Depoian
- 2016 : Чунгул / Chunhoul, réalisé par Oleksandr Aloshechkin and Viacheslav Aloshechkin
- 2016 : Осінні спогади / Souvenirs d'automne, réalisé par Ali Fakhr Mousavi
- 2017 : Люксембург / Luxembourg, réalisé par Myroslav Slaboshpytskyi
- 2017 : Інфоголік / Infoolique, réalisé par Valentyn Shpakov and Vladyslav Klymchuk
- 2017 : Сторожова застава / La Forteresse, réalisé par Yuriy Kovalov
- 2017 : Максим Оса / Maxime Ossa, réalisé par Oleksiy Mamedov et Ivan Saitkin
- 2017 : Давай, танцюй! / Davaï, tantsiouï! (Let's Dance), réalisé par Oleksand Berezan et Mykyta Bulhakov
- 2017 : Dustards / Dustards, réalisé par Stanislav Gurenko (documentaire)
- 2017 : Рівень чорного / Riven tchornoho (Black Level), réalisé par Valentyn Vasyanovych
- 2017 : Межа / The Line, réalisé par Peter Bebjak
- 2017 : Кіборги. Герої не вмирають / Cyborgs : Les héros ne meurent jamais, réalisé par Akhtem Seitablaiev
- 2017 : Merry-Go-Round, réalisé par Ihor Podolchak
- 2017 : Червоний / Chervonyy, réalisé par Zaza Buadze
- 2017 : Стрімголов / Falling, réalisé par Marina Stepanska
- 2018 : Дике поле / The Wild Fields, réalisé par Iaroslav Lodyhin
- 2018 : Koly padayut dereva / When the Trees Fall, réalisé par Marysia Nikitiuk
- 2018: Штангiст / Weightlifter, réalisé par Dmytro Sukholytkyy-Sobchuk (court-métrage), co-production ukraino-polonaise
- 2018 : Донбас / Donbass, réalisé par Sergei Loznitsa
- 2019 : Додому / En terre de Crimée, réalisé par Nariman Aliev
- 2019 : Атлантида / Atlantis, réalisé par Valentyn Vasyanovych
- 2019 : Мої думки тихі / My Thoughts Are Silent, réalisé par Antonio Lukich
- 2019 : The Forgotten, réalisé par Daria Onyshchenko

### Années 2020
- 2020 : Віддана / Viddana, réalisé par Christina Sivolap
- 2020 : Victor Robot (film), réalisé par Anatoliy Lavrenishyn
- 2020 : Zemlia blakytna niby apel'syn / La Terre est bleue comme une orange, réalisé par Iryna Tsilyk (documentaire)
- 2020 : Черкаси / U311 Cherkasy, réalisé par Tymur Yashchenko
- 2021 : Пульс / Pulse, réalisé par Sergii Chebotarenko
- 2021 : Відблиск / Reflection, réalisé par Valentyn Vasyanovych
- 2021 : Стоп-Земля / Stop-Zemlia, réalisé par Kateryna Gornostai
- 2022 : Klondike, réalisé par Maryna Er Gorbach
- 2022 : Памфір, Pamfir / Le Serment de Pamfir, réalisé par Dmytro Sukholytkyy-Sobchuk
- 2023: 20 Days in Marioupol / 20 jours à Marioupol réalisé par Mstyslav Chernov